# Bad Buchau
Bad Buchau (fram till 1963 Buchau) är en stad  i Landkreis Biberach i det tyska förbundslandet Baden-Württemberg. Kommunen består av ortsdelarna (tyska Ortsteile) Bad Buchau och Kappel. Folkmängden uppgår till cirka 4 700 invånare, på en yta av 23,77 kvadratkilometer.
Staden ingår i kommunalförbundet Bad Buchau tillsammans med kommunerna Alleshausen, Allmannsweiler, Betzenweiler, Dürnau, Kanzach, Moosburg, Oggelshausen, Seekirch och Tiefenbach.

## Geografi
Bad Buchau ligger ungefär 14 kilometer väster om staden Biberach an der Riss vid sjön Federsee, en av Baden-Württembergs största sjöar.

## Historia
Området av den nuvarande staden beboddes redan i förhistorisk tid. En boplats från bronsåldern, som grävdes upp av arkeologer, är Wasserburg-Buchau.
770 grundades klostret Buchau, som senare omvandlades till ett profant stift (tyska kaiserliches, gefürstetes und freiweltliches Damenstift). Stiftet var ett riksomedelbart område i det tysk-romerska riket fram till 1803.
Bredvid klostret uppstod en stad, som nämns 1320 för första gången som riksstad. 1577 tog staden upp en judisk kommun.
1802/03 kom stiftet och staden till furstarna av Thurn und Taxis. 1806 kom staden till Kungariket Württemberg och var en del av distriktet Oberamt Riedlingen (från och med 1934 Kreis Riedlingen, sedan 1938 Landkreis Saulgau). Under Kristallnatten 1938 förstördes synagogan. Mellan 1941 och 1945 deporterades de judiska medborgarna, bara fyra av dem återvände till Buchau.
Efter andra världskriget var Buchau en del av den franska ockupationszonen och kom 1952 till det nya förbundslandet Baden-Württemberg. 1963 har staden, som är en kurort, fått titeln "Bad" och heter sedan dess Bad Buchau. Den dåvarande självständiga kommunen Kappel blev 1971 en del av kommunen Bad Buchau. 1973 kom Bad Buchau från distriktet Landkreis Saulgau till Landkreis Biberach.

## Befolkningsutveckling
| Befolkningsutvecklingen i Bad Buchau 1975–2015 | Befolkningsutvecklingen i Bad Buchau 1975–2015 | Befolkningsutvecklingen i Bad Buchau 1975–2015 | Befolkningsutvecklingen i Bad Buchau 1975–2015 | Befolkningsutvecklingen i Bad Buchau 1975–2015 |
| ---------------------------------------------- | ---------------------------------------------- | ---------------------------------------------- | ---------------------------------------------- | ---------------------------------------------- |
|                                                |                                                |                                                |                                                |                                                |
| År                                             |                                                |                                                | Folkmängd                                      | Areal (ha)                                     |
| 1975                                           | 1975                                           |                                                | 3 908                                          | 2 377                                          |
| 1980                                           | 1980                                           |                                                | 3 856                                          |                                                |
| 1985                                           | 1985                                           |                                                | 3 624                                          |                                                |
| 1990                                           | 1990                                           |                                                | 3 914                                          |                                                |
| 1995                                           | 1995                                           |                                                | 4 145                                          | 2 376                                          |
| 2000                                           | 2000                                           |                                                | 4 088                                          |                                                |
| 2005                                           | 2005                                           |                                                | 4 080                                          | 2 377                                          |
| 2010                                           | 2010                                           |                                                | 3 991                                          |                                                |
| 2015                                           | 2015                                           |                                                | 4 033                                          |                                                |
|                                                |                                                |                                                |                                                |                                                |

## Bilder

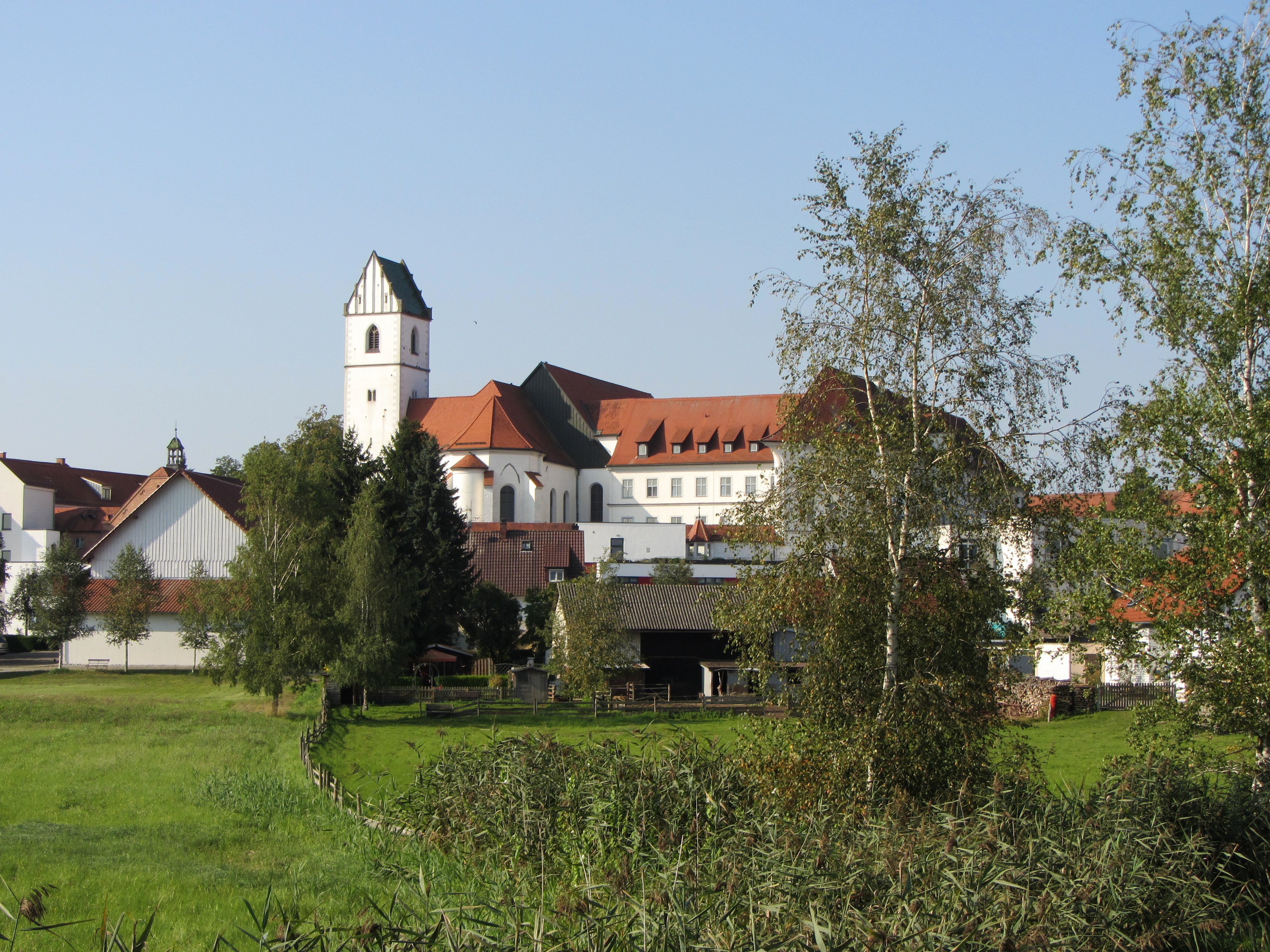
Kyrkan Sankt Cornelius och Cyprianus i Bad Buchau.
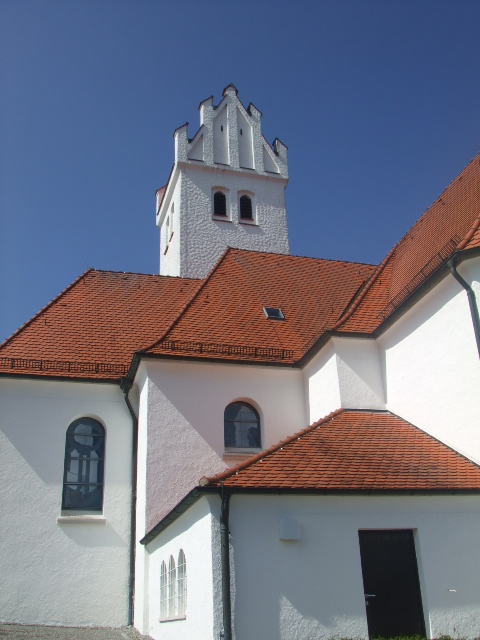
Kyrkan Sankt Peter och Paul i Kappel.
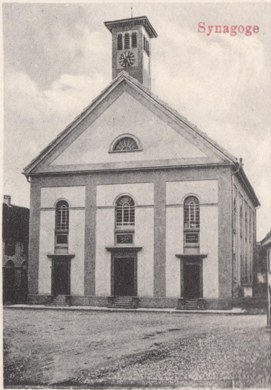
Synagogan i Bad Buchau.